# Especiação em angiospermas

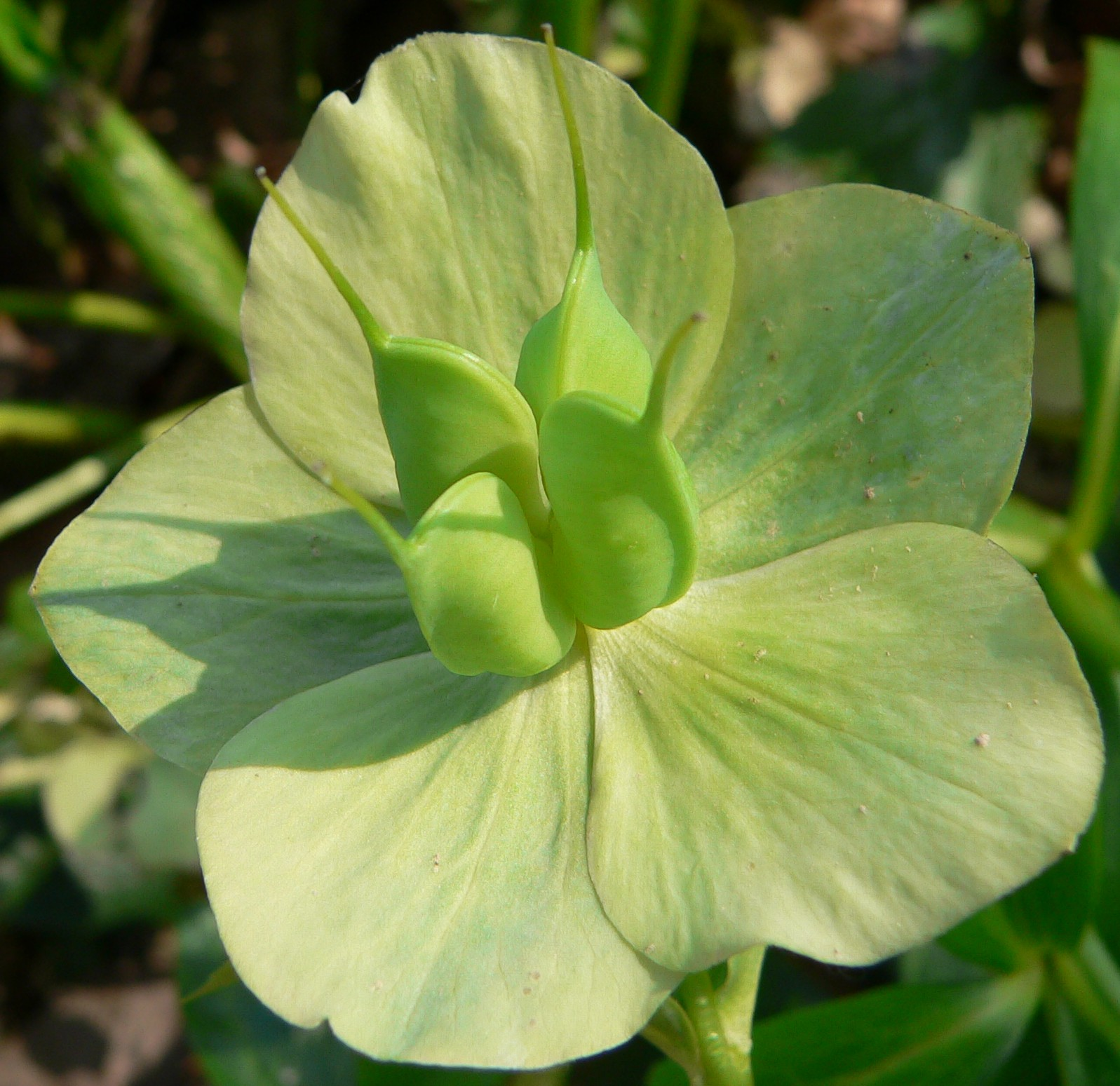
Flor de Helleborus orientalis. As pétalas são brancas e os carpelos são verdes

Estudos sobre especiação geralmente estão relacionados com pesquisas em grupos de animais. Entretanto as plantas, principalmente as angiospermas, apresentam um importante grupo para estudo em contar com sua grande diversidade. São conhecidas hoje cerca de 350.000 espécies de plantas, sendo que 257.000 são angiospermas. A flor é o órgão reprodutivo das angiospermas e que as diferenciam das demais plantas, as flores são estruturas que apresentam forte interação com os animais, principalmente os insetos, por apresentarem atributos florais (aromas, pólen, néctar), que atraem os animais permitindo sua polinização. A característica em destaque das flores é a presença do carpelo, uma estrutura feminina que produz e armazena os óvulos em seu interior. A partir do carpelo se desenvolve o fruto, importante órgão de dispersão das sementes. Portanto, o grande êxito do grupo se deve ao seu sucesso na polinização e na disperção de sementes, que frequentemente estão associados com interações ecológicas com animais.
A especiação pode ser definida como a separação permanente de dois ou mais conjuntos de populações e ocorre com a diminuição e por fim um completo isolamento do fluxo gênico, entre populações de uma espécie, dando origem a espécies distintas. A diminuição e o fim do fluxo gênico entre populações ocorre pela ação de barreiras de isolamento reprodutivo.
A especiação geralmente ocorre por um processo lento. Por isso é observável na natureza, populações que se divergiram morfologicamente, mais que são ainda consideradas raças de uma única espécie por ainda se manter um fluxo gênico contínuo. Essas populações são interessantes para os estudos sobre especiação, pois permitem inferir como ocorre esse processo. Com base na distribuição geográfica das populações, a especiação é conhecida de três formas principais: especiação alopátrica, especiação parapátrica, e especiação simpátrica.

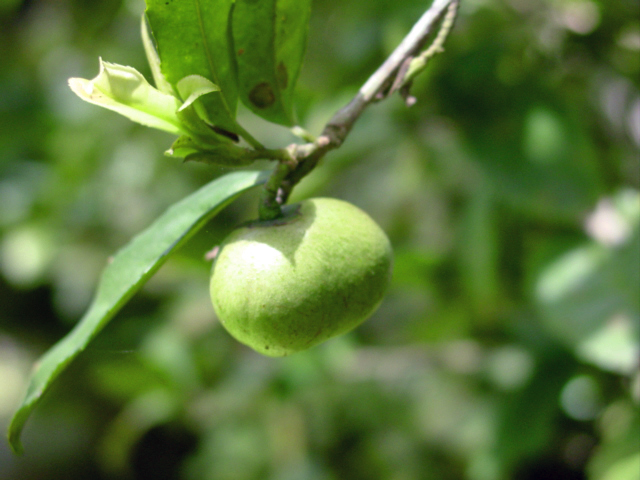
Fruto de Camellia sinensis

## Especiação alopátrica

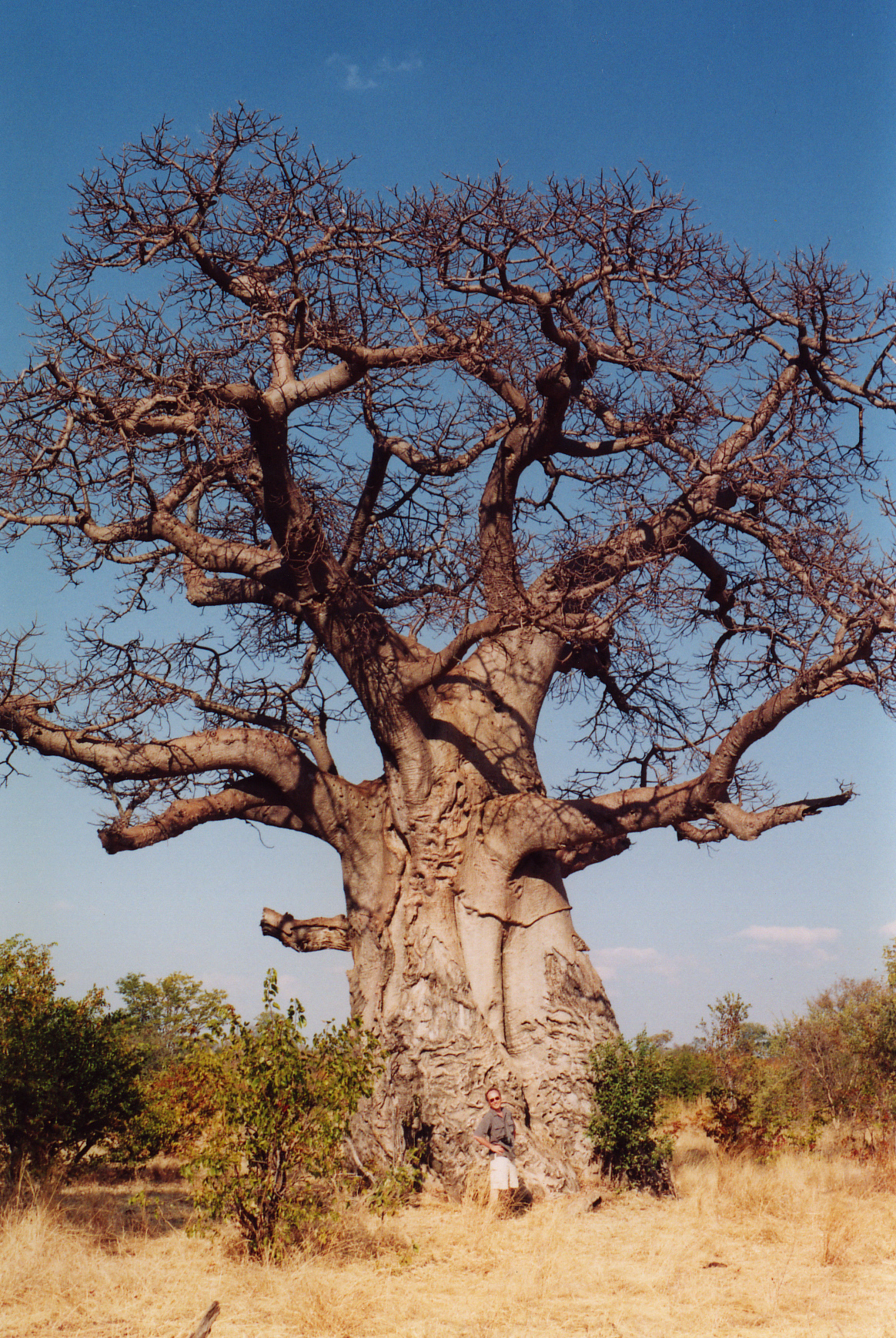
Adansonia sp. (baobá)

Neste mecanismo de especiação é necessário um isolamento geográfico para prevenir o fluxo gênico, assim permitindo a divergência entre conjuntos de populações. O isolamento geográfico geralmente ocorre pelo surgimento de uma barreira geográfica, fenômeno conhecido como vicariância.
Um exemplo interessante é fornecido pelos baobás. Existem oito espécies de baobás, todas pertencentes ao gênero Adansonia ( Malvaceae). Adansonia gibbosa é nativa da Austrália, Adansonia digitata é nativa do continente africano, e as outras seis são nativas de Madagascar. Os baobás são árvores que podem viver mais de mil anos e seu volumoso tronco pode atingir até dezesseis metros de diâmetro. O caule tem a capacidade de estocar grandes quantidades de água e permite que a planta resista os tempos de seca.
As três grandes áreas ocupadas atualmente pelos baobás pertenceram antes, há um supercontinente, a Gondwana, que se localizava no Hemisfério Sul. Este continente foi dividido pela tectônica de placas e pela deriva continental, um processo que começou há cerca de 120 milhões de anos. A filogenia de Adansonia, junto com a estimativa de tempo de separação das espécies, indica que o processo de deriva continental foi o que permitiu a especiação dentro do gênero dando origem as espécies Adansonia gibbosa, Adansonia digitata e o clado das espécies de Madagascar. Portanto a deriva continental foi um evento vicariante, que isolou geograficamente as populações da espécie  de Adansonia ancestral, o que originou, por alopatria,  algumas das espécies de baobás conhecidas hoje. 

## Especiação parapátrica
A especiação parapátrica, teoricamente ocorreria a formação de novas espécies a partir de uma clina escalonada. Uma população com distribuição geográfica ampla, cobriria uma área que apresenta uma variação ecológica, por exemplo, uma variação climática ou da qualidade do solo. Com o tempo surgiria subpopulações especializadas em áreas diferentes, formando uma clina de variação da espécie. A divergência quanto ao nicho das subpopulações daria origem a um isolamento reprodutivo, surgindo novas espécies. Portanto na especiação parapátrica não ocorre isolamento geográfico entre as populações e sim um contínuo entre elas. A medida que as populações se especializassem com as variações ecológicas presentes no contínuo, se divergiram dando origem a novas espécies. 
Os exemplos que são usados para explicar este tipo de especiação é a partir de espécies próximas filogeneticamente que apresentam zonas híbridas entre elas. Estes híbridos seriam populações intermediárias que ligariam uma espécie a outra, indicando que era uma única espécie, e que os extremos teriam se divergido tanto feneticamente, que agora eram reconhecidas como espécies diferentes. 

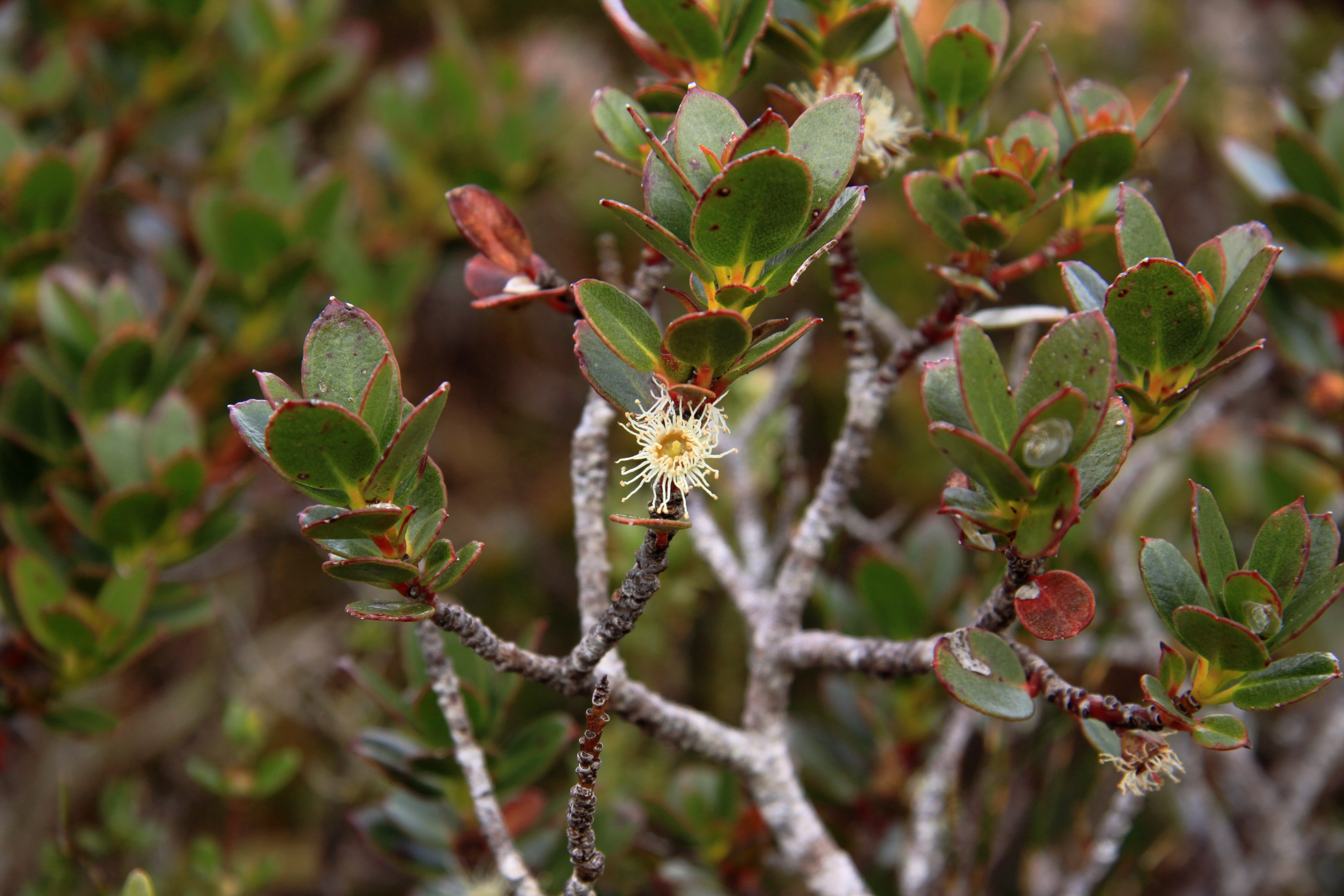
Eucalyptus vernicosa

Um exemplo é observado nas espécies de eucalipto da tasmânia. Uma variação fenotípica é evidente entre três espécies, progredindo do nível do mar até os Alpes das montanhas. No litoral da Tasmânia sul-oriental ocorre a espécie  Eucalyptus johnstonii (Gum Amarelo), uma árvore de grande porte, até 40 m de altura, comum em florestas úmidas geralmente a 500-700 metros de altitude. Em uma região de submontanha na região central da Tasmânia ocorre  E.subcrenulata (Alpine Gum Amarelo), uma árvore de médio porte, que habita florestas tropicais, normalmente, 700-1100 metros. Já na região Noroeste em altitudes mais elevadas ocorre Eucalyptus vernicosa, uma árvore muito pequena que habita os duros cumes das montanhas de até 1250 metros de altura. Na área que liga E. johnstonii à E. subcrenulata ocorre uma zona híbrida, com árvores feneticamente intermediárias entre as duas espécies. Também na área que liga E. subcrenulata à E. vernicosa ocorre uma zona híbrida com intermediários entre as duas espécies. Portanto na tasmânia observasse uma variação na altitude e as três espécies de eucalipto se apresentam como um contínuo desde o nível do mar até o cume das montanhas, o que poderia ser entendido como uma especiação parapátrica a partir de uma clina escalonada.
Um dos problemas das evidências que sustentam a especiação parapátrica, é que as zonas híbridas poderiam ter surgido secundariamente. As espécies poderiam ter surgido por alopatria e um contato secundário teria produzido os híbridos, não sendo eles intermediários que ligam historicamente as espécies. 

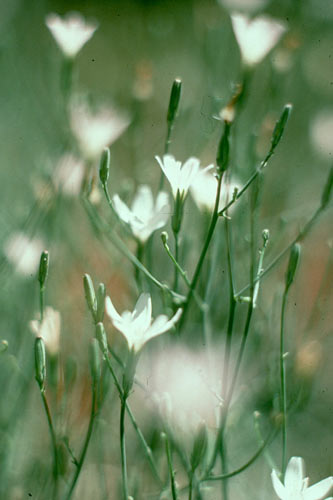
Stephanomeria malheurensis

## Especiação simpátrica
Na especiação simpátrica surge uma nova espécie dentro da distribuição geográfica da espécie ancestral. Portanto não ocorre isolamento entre populações como na especiação alopátrica e nem se forma uma clina escalonada entre as populações como na especiação parapátrica. A espécie nova surge no mesmo local que sua espécie ancetral, portanto há alguma forte barreira que impeça o fluxo gênico entre elas.

A maioria dos exemplos de especiação simpátrica é a partir de um evento de poliploidia. Duas espécies distintas ocorrendo no mesmo lugar podem gerar híbridos inférteis, entretanto a partir de um evento de poliploidia a fertilidade pode ser restaurada, além disso, a linhagem híbrida se torna isolada das espécies parentais devido a diferença no número cromossômico. Portanto a linhagem híbrida, mesmo ocorrendo no mesmo lugar que as espécies parentais, se diverge como nova espécie, isolada reprodutivamente. 
Além da especiação simpátrica por poliploidia, também há casos de especiação sem a ocorrência do evento. Um exemplo é fornecido pelo gênero Stephanomeria (Asteraceae), onde Stephanomeria malheurensis, espécie diplóide, teria se originado de uma população de S. exigua subs. coronária por simpatria. A nova espécie ocorre dentro da distribuição da espécie ancestral e diverge consideravelmente em caracteres morfológicos. O surgimento de um gene que permite a autopolinização na espécie nova S. malheurensis teria provocado uma diminuição no fluxo gênico desta população de sua espécie ancestral. Algumas diferenças na estrutura do cromossomo teriam provocado a esterilidade entre as duas espécies.

## Especiação por hibridização

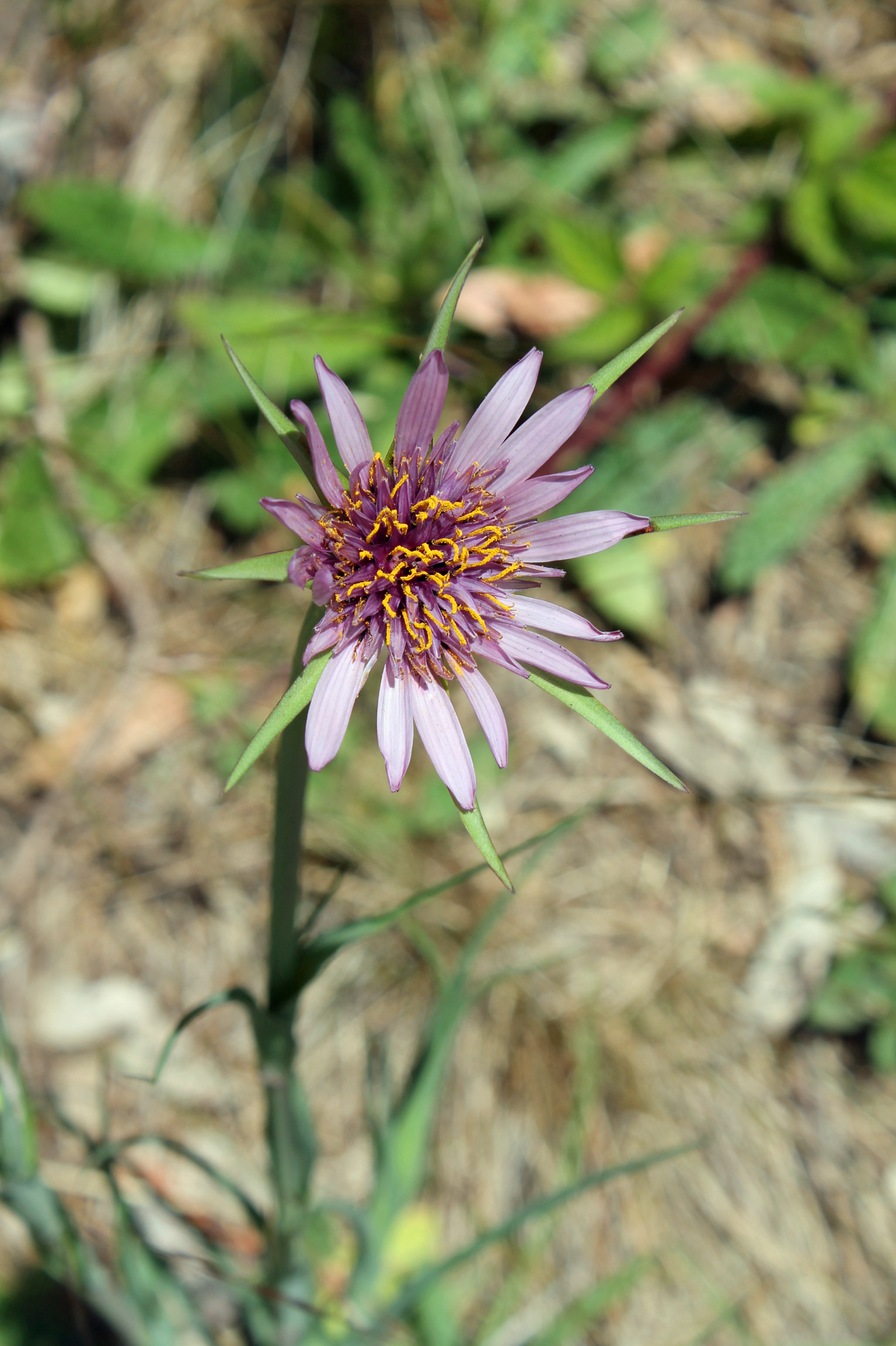
Tragopogon porrifolius

A hibridização é algo comum nas plantas. De acordo com uma estimativa recente existem cerca de 70.000 híbridos naturais (Stace 1984). A hibridização tem um papel importante no aumento da biodiversidade vegetal, pois permite a origem a novas espécies. A especiação por hibridação geralmente ocorre com eventos de poliploidia. Diferenças no número e estruturais dos cromossomos de espécies parentais previnem o pareamento nos híbridos diplóides o que torna os gametas resultantes não viáveis. A fertilidade dos híbridos é restaurada pela duplicação do número cromossômico. Assim o pareamento é possível e a meiose é bem sucedida tornando os híbridos férteis. Além de restaurar a fertilidade dos híbridos, a poliploidia permite um isolamento destes com os parentais os tornando espécies isoladas. Um caso bem estudado de especiação híbrida por poliploidia são das espécies de Tragopogon. Três espécies diplóides de tragopogon foram introduzidas na América do Norte por volta de 1900: T. dubius, T. porrifolius e T. pratensis. A partir de 1949 foi observado híbridos entre elas: T. pratensis hibridizou com T. dubius dando origem ao tetraplóide T. miscellus e T. dubius hibridizou com T. porrfolius dando origem ao tetraplóide T. mirus. Os dois híbridos, T. miscellus e T. mirus são reprodutivamente isolados das espécies parentais porque retrocruzamentos produzem indivíduos triplóides que são estéreis, sendo portanto espécies novas e distintas. 
A hibridização de duas espécies diplóides também pode dar origem a espécies híbridas também diplóides, ou seja, sem eventos de poliploidia. Duas espécies de girassol, Helianthus annuus e H. petiolaris, teriam dado origem a três espécies também diplóides por hibridização: H. anomalus, H. deserticola e H. paradoxus. As duas espécies parentais apresentam diferenças cromôssicas que teriam tornado os híbridos inférteis, mas provavelmente eventos de recombinação teriam restaurado parcialmente a fertilidade das espécies híbridas, entretanto estas são pouco férteis se comparado com as espécies parentais.

## Aintrogressão
É a incorporação permanente de genes de uma espécie em outra espécie. Pode ser bidirecional, quando ocorre transferência para as duas espécies envolvidas, ou unidirecional, quando ocorre apenas de uma espécie para a outra. A introgressão pode promover a fusão de espécies distintas. Gilia capitata, apresenta um possível exemplo deste caso. Esta espécie apresenta oito raças distintas localizadas na costa do pacífico na América do Norte. Três delas são muito distintas das demais e poderiam ser reconhecidas com espécies diferentes se não fosse a existência de intermediários produzidos entre as raças. Estes mantêm o fluxo gênico contínuo reconhecendo todos como uma única espécie. Acredita se que as raças tenham alcançado o máximo de divergência no Plioceno, mais a partir de então devido a introgressão teria produzido variações contínuas.

A introgressão pode transferir material genético de uma espécie para outra sem  fusioná las, aumentando a diversidade destas espécies. Este caso é observado nos Lírios da vousiana, Iris fula e Iris hexagona são espécies de habitats diferentes, entretanto ocorre regiões de sobreposição dos habitats das espécies o que permitiu a introgressão de genes nucleares e de cloroplasto.

## Reprodução das angiospermas eisolamento reprodutivo

Diagrama esquemático que mostra as partes da flor. 1: receptáculo floral, 2: sépalas, 3: pétalas, 4: estames, 5: gineceu.

Nas angiospermas, a formação do zigoto é a partir da fusão de um núcleo espermático do pólen e da oosfera, uma célula do óvulo.
A estrutura masculina das flores é o androceu, que é constituído de um conjunto de estames. Os estames apresentam em suas extremidades as anteras, onde no interior se encontra se os sacos polínicos que produzem os pólens. Quando a antera se rompe os polens são expostos para o exterior. 
A estrutura feminina das flores é o gineceu, que é constituído por um conjunto de carpelos. O gineceu é formado pelo estigma, que é o receptor do pólen, o estilete, que liga o estigma ao ovário, e o ovário, onde é formado os óvulos. No ovário é formado os óvulos no interior, que diferente dos óvulos dos animais, são multicelulares. No interior dos óvulos são formadas oito células, dentre elas a oosfera, a qual dará origem ao zigoto.
A polinização consiste na passagem do pólen dos estames, estrutura masculina das flores, para o estigma do gineceu, estrutura feminina e receptora do pólen. Após a polinização, o pólen germina no estigma, dando origem ao tubo polínico, que cresce no estilete buscando alcançar o ovário. No interior do tubo polínico há dois núcleos gaméticos, quando o tubo entra em contato com o óvulo, ocorre à transferência dos núcleos, um deles fecunda as células polares, dando origem ao endosperma da semente, e o outro, fecunda a oosfera, dando origem ao zigoto, que de fato originará o embrião da semente.
A especiação ocorre pela diminuição e o fim do fluxo gênico entre populações, o que ocorre pela ação de barreiras de isolamento reprodutivo. O isolamento reprodutivo evita a reprodução e a formação de descendentes férteis e viáveis entre as populações, permitindo que as populações se mantenham como linhagens distintas. Elas podem ser classificadas como pré-zigóticas, que antecede a formação do zigoto, e como pós-zigóticas, que agem depois da formação do zigoto.

## Barreiras de isolamento pré-zigóticas
A maioria das barreiras pré zigóticas evitam a polinização, ou seja, a transferência do pólen do androceu para o estigma do gineceu, entretanto há ainda barreiras pré zigóticas que ocorrem após a polinização, que é a Incompatibilidade pólen estilete. 

### Isolamento temporal

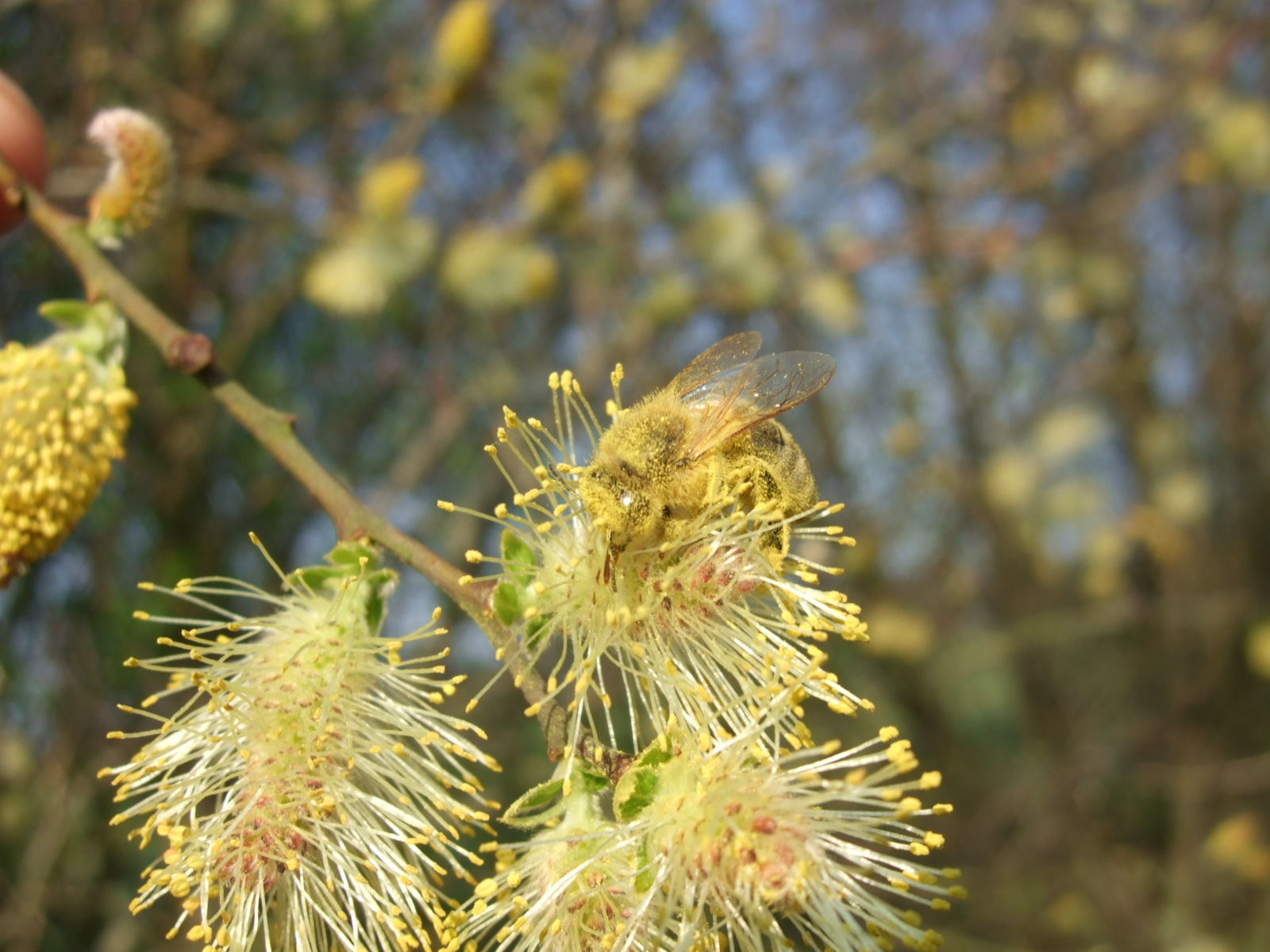
Salix sp.

Em espécies próximas é freqüente ocorrer floração em diferentes períodos do ano. Em algumas espécies é bem sucedido a formação de híbridos artificiais, entretanto isso não ocorre em um ambiente natural, mesmo que estas plantas cresçam juntas e partilhem de um mesmo polinizador.Um isolamento sazonal ocorre em espécies de Salix. Dentre as sete espécies que crescem em Ontário, Canadá, há durante o ano um grupo de florada precoce e outro de florada tardia. Hibridizações ocorrem artificialmente, entretanto não é observado na natureza,o que comprova que o isolamento sazonal realmente os isolam reprodutivamente. Outro isolamento temporal que pode isolar efetivamente espécies próximas é a de florações em diferentes momentos do dia. Em Poaceae, Agrostis stolonifera floresce pela manhã e Agrostis tenuis pela tarde. Condições incomuns de temperatura permitem florações simultâneas das duas espécies, dando origem a híbridos.

### Isolamento de Habitat

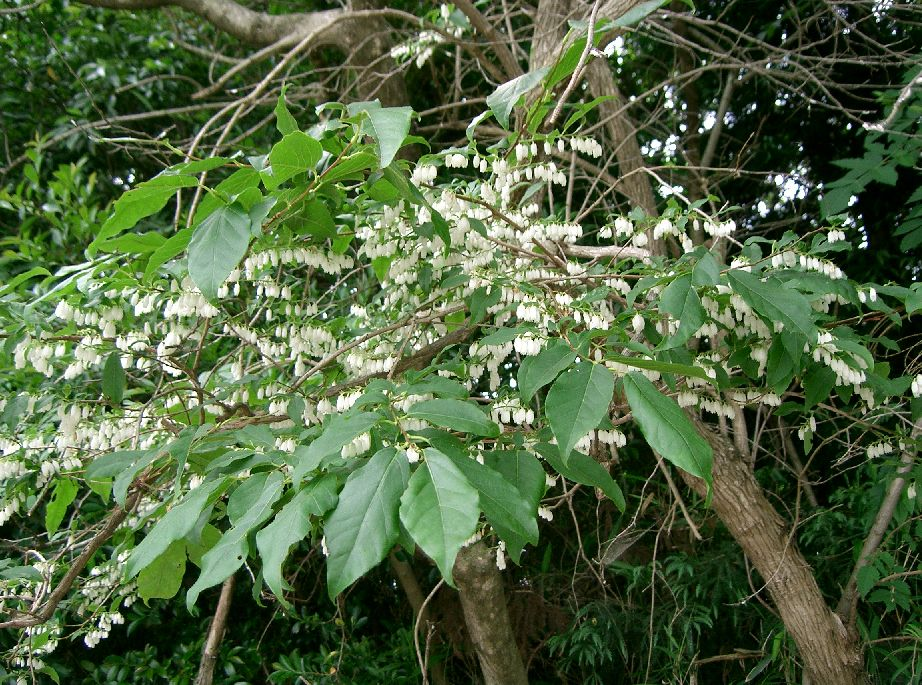
Lyonia sp.

Duas espécies podem estar reprodutivamente isoladas se ocuparem habitats diferentes. Mesmo que não isoladas por uma barreira geográfica, o fato de ocuparem habitats diferentes pode isolar duas espécies. Espécies que ocorrem, por exemplo, em ecossistemas diferentes, mesmo que não isoladas geograficamente, se limitarão a distribuição do ecossistema. Um exemplo de isolamento de habitat é observado em espécies de Lyonia(Ericaceae) no sudeste dos Estados Unidos. Lyonia ferruginea ocorre em florestas e hábitats arbustivos com solos bem drenados, já L. fruticosa ocorre em florestas de pinheiros com solos mal drenados.

### Isolamento floral

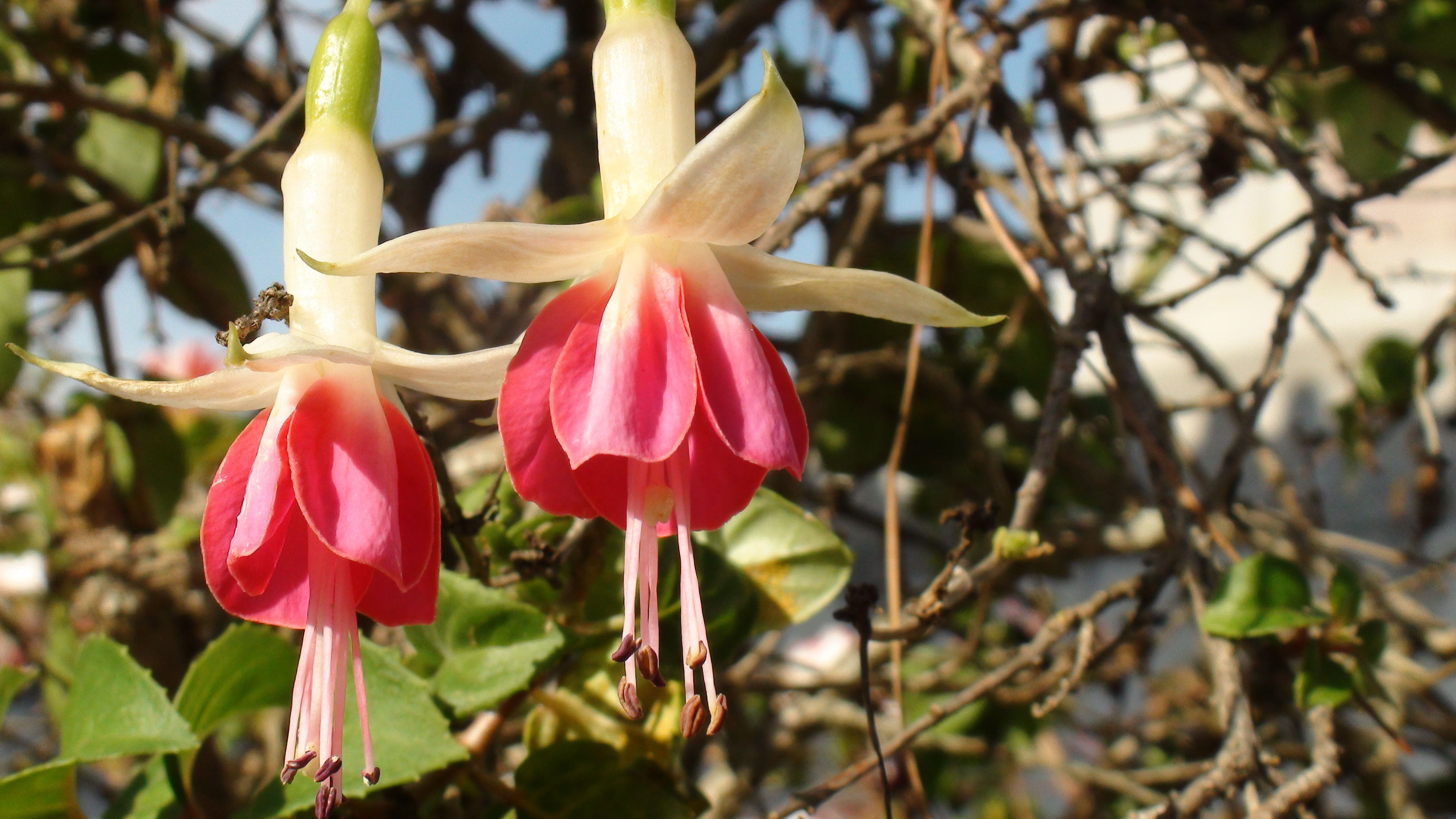
Fuchsia sp.

Adaptações florais para atrair polinizadores diferentes, previnem ou evitam o fluxo gênico entre muitas espécies. Essas adaptações podem ser na estrutura da flor e através de adaptações nos atributos das flores (cor, forma, perfumes), atraindo polinizadores específicos. Um exemplo de isolamento floral ocorre em duas espécies de Fuchsia (Onagraceae). Fuchsia parviflora e F. enciliandra são polinizadas tanto por beija-flores quanto por abelhas nas populações em alopatria, entretanto a região na distribuição onde as duas espécies se sobrepõem, nestes locais F. parviflora apresenta flores brancas, hipanto mais curto e largo, o que atrai e permite a polinização só por abelhas. Já F. enciliandra nestes locais de simpatria, apresenta cor vermelha, hipanto longo e estreito o que atrai e permite a polinização só por beija flores.

### Imcompatibilidade pólen-estilete

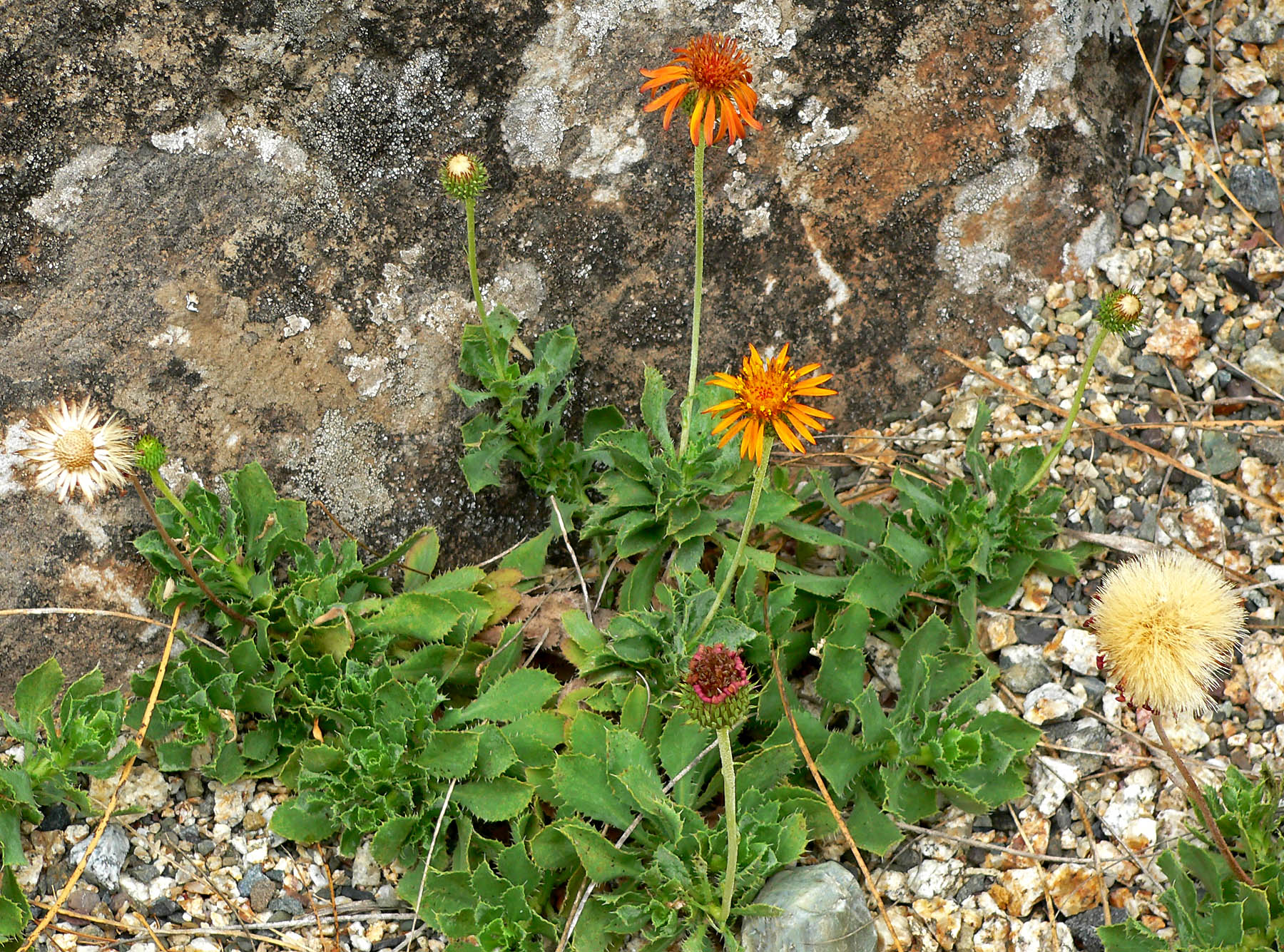
Haplopappus sp.

É uma barreira pré zigótica, porém ocorre após a polinização. Quando o pólen de uma espécie atinge o estigma de outra espécie, o estigma e o estilete da última não premitirão o desenvolvimento do pólen. O estigma e o estilete não permitem a germinação de um pólen de outra espécie, e caso isso ocorra, o desenvolvimento do tubo polínico de uma outra espécie é mais demorado, possibilitando a polinização por indivíduos da própria espécie. Este tipo de isolamento é observado em duas espécies de Haplopappus (Asteraceae).  Se o pólen de H. torreyi e H. graniticus são misturados e aplicados no estigma de H. torreyi, a grande  maioria das sementes produzidas são de indivíduos não híbridos, mesmo se aplicar o pólen de H. graniticus 24 minutos antes que o pólen de H. torreyi, a progênie é de maioria não híbrida, indicando o favorecimento na germinação e no desenvolvimento do tubo polínico do pólen da mesma espécie.

## Barreiras de isolamento pós-zigóticas
Algumas espécies podem intercruzar gerando indivíduos híbridos, entretanto pode ocorrer barreiras de isolamento pós zigóticas que evitam a propagação dos híbridos, impossibilitando o fluxo gênico entre as espécies.

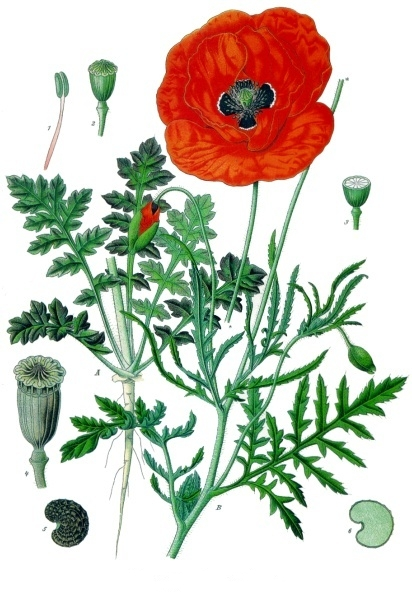
Papaver rhoeas

### Inviabilidade do híbrido
Refere se a incapacidade dos híbridos desenvolver se normalmente e atingir a viabilidade reprodutiva, como observado no cruzamento de dua espécies de Papoula, Papaver dubium x P. rhoeas.A inviabilidade também pode ocorrer quando as espécies são isoladas por habitarem habitats diferentes. Os requerimentos de habitat do híbrido podem ser diferentes dos parentais, estando a inviabilidade do híbrido ligada a ausência de um nicho ecológico apropriado. Um exemplo é observado por espécies de orquídeas do gênero Cypripedium que ocorrem em florestas e pradarias. Os híbridos entre estas espécies acabam não sendo adaptados a nenhum dos habitats.

### Isolamento floral do híbrido
Quando as flores das espécies parentais estão adaptadas a polinizadores muito distintos, as flores dos híbridos acabam não apresentando polinizadores efetivos.

### Esterilidade do híbrido

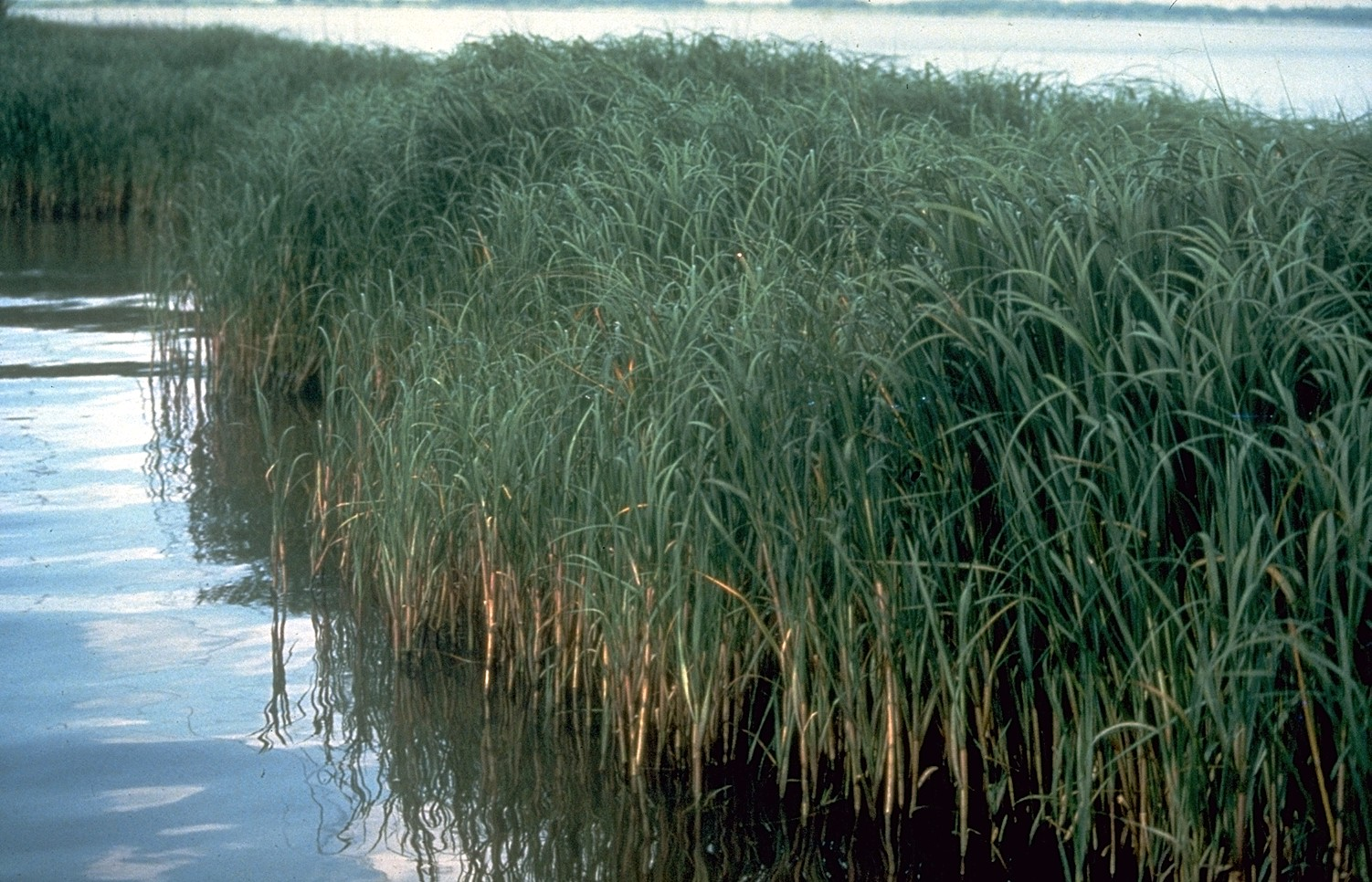
Spartina alterniflora

Os híbridos podem ser viáveis, mas estéreis. A esterilidade é devido os cromossomos não conseguirem parear se durante a meiose, por que os cromossomos dos parentais divergem em número ou apresentam diferenças suficientes que impeçam o pareamento. O resultado disso serão gametas não funcionais. Spartina alterniflora (Poaceae), é um componente florístico de lagoas da américa do Norte, apresenta um número cromossômico 2n igual a 62. A cerca de 1829, esta espécie foi introduzida no Reino Unido onde habitava uma espécie nativa, S. maritima, de número cromossômico 2n igual a 60. O cruzamento entre as duas espécies gerou híbridos diplóides estéreis.

### Colapso do híbrido
São problemas que aparecem nos híbridos em gerações posteriores. A primeira geração pode ser viável, mais indivíduos provindos de retrocruzamentos posteriores podem ser inviáveis ou estéreis. Um exemplo é observado no híbrido entre gramíneas Festuca rubra e Vulpia fasciculata, a primeira geração é de número reduzido, mais viável, entretanto na segunda geração apresenta plantas fracas e que não florescem.